# Back to Black (film, 2024)
Ne doit pas être confondu avec Back To Black ou Back to Black (chanson).
Pour plus de détails, voir Fiche technique et Distribution.
Back to Black est un film américano-britannique réalisé par Sam Taylor-Johnson et sorti en 2024. Il s'agit d'un film biographique sur l'autrice-compositrice-interprète britannique Amy Winehouse, mettant en vedette Marisa Abela dans le rôle principal. Jack O'Connell, Eddie Marsan, Juliet Cowan et Lesley Manville figurent aussi dans le générique.

## Synopsis
Amy Winehouse fait ses premiers pas dans la musique au début des années 2000 en tant que musicienne de jazz du nord de Londres. Elle va connaître une ascension sur la scène internationale en tant que chanteuse primée aux Grammy Awards avec des chansons à succès comme Rehab et Back to Black. Pas strictement une biographie, le film suit surtout l'histoire d'amour tumultueuse et toxique entre la chanteuse et son mari Blake Fielder-Civil.

## Fiche technique
Sauf indication contraire, les informations mentionnées dans cette section peuvent être confirmées par la base de données cinématographiques IMDb,  présente dans la section « Liens externes ».
- Titre original : Back to Black
- Réalisation : Sam Taylor-Johnson
- Scénario : Matt Greenhalgh
- Musique : Nick Cave et Warren Ellis
- Direction artistique : Matthew Kerly
- Costumes : PC Williams
- Photographie : Polly Morgan
- Montage : Laurence Johnson et Martin Walsh
- Production : Nicky Kentish Barnes, Debra Hayward et Alison Owen
- Production déléguée : Ron Halpern, Anna Marsh, Joe Naftalin et Sam Taylor-Johnson
- Sociétés de production : StudioCanal UK, Focus Features et Monumental Pictures
- Sociétés de distribution : Focus Features (États-Unis) et StudioCanal UK (Royaume-Uni) ; StudioCanal France (France)
- Budget : 30 millions de dollars[3]
- Pays de production :  Royaume-Uni,  États-Unis
- Format : couleur
- Genre : drame biographique, musical
- Durée : 122 minutes[4]
- Dates de sortie :
  - Royaume-Uni : 12 avril 2024[5]
  - Belgique, France[6] : 24 avril 2024
  - États-Unis[7],[8], Québec[9] : 17 mai 2024

## Distribution
- Marisa Abela (VF : Victoria Grosbois ; VQ : Aurélie Morgane) : Amy Winehouse
- Jack O'Connell (VF : Axel Kiener ; VQ : Nicholas Savard-L'Herbier) : Blake Fielder-Civil
- Eddie Marsan (VF : Gérard Darier ; VQ : Frédéric Desager) : Mitch Winehouse
- Juliette Cowan (VF : Patricia Piazza) : Janis Winehouse-Collins
- Lesley Manville (VF : Annie Le Youdec ; VQ : Johanne Garneau) : Cynthia Winehouse
- Jeff Tunke : Mark Ronson
- (VF : Gauthier Battoue) : Nick Cave

 Source et légende : version française (VF) sur RS Doublage ; version québécoise (VQ) sur Doublage.qc.ca

## Production

### Genèse et développement
Après la mort d'Amy Winehouse en 2011, plusieurs tentatives de créer un projet de film biographique ont vu le jour, mais aucune n'a vraiment aboutie. Le projet de Lotus Entertainment envisageait Noomi Rapace pour jouer la chanteuse. Finalement, en octobre 2018 les successeurs[Qui ?] d'Amy Winehouse annoncent avoir signé un accord pour la réalisation d'un biopic sur sa vie et sa carrière musicale. En juillet 2022, Deadline Hollywood rapporte que StudioCanal UK annonce que la production[pas clair] du film biographique est en marche. Intitulé Back To Black, le film est une coproduction britannique et américaine avec StudioCanal UK, Focus Features et Monumental Pictures. Le tournage commence à Londres en janvier 2023. Sam Taylor-Johnson assure la réalisation, à partir d'un scénario de Matt Greenhalgh. Le film comporte de nombreuses chansons d'Amy Winehouse.

### Attribution des rôles
En janvier 2023, il est annoncé que Marisa Abela jouera le rôle d'Amy Winehouse.  Dans le film biographique figure aussi Jack O'Connell, Eddie Marsan et Lesley Manville. Jack O'Connell incarne Blake Fielder-Civil, le mari d'Amy de 2007 à 2009. Eddie Marsan joue le père d'Amy, Mitch Winehouse et Lesley Manville interprète la grand-mère d'Amy, Cynthia Winehouse. Juliet Cowan incarne la mère d'Amy, Janis Winehouse-Collins. L'acteur Jeff Tunke joue Mark Ronson.

### Tournage
Le tournage débute en janvier 2023 à Londres, avec certaines scènes filmées au Ronnie Scott's Jazz Club, à l'extérieur du premier appartement d'Amy Winehouse à Camden Town et à Primrose Hill,. En février, des scènes ont été tournées dans les studios Metropolis à Chiswick. Du 13 au 18 mars, la production s'est déplacée à Fitzrovia pour filmer des scènes au Fitzroy Square. La semaine suivante, Marisa Abela et Jack O'Connell ont tourné des scènes au zoo de Londres.

### Musique
La musique du film est composée par Nick Cave et Warren Ellis, et la bande originale est distribuée en deux versions standard et étendue par Island Records, le 12 avril 2024 au Royaume-Uni et le 17 mai aux États-Unis, :
Version standard, avec 12 titres
1. What Is It About Men, d'Amy Winehouse
2. Stronger Than Me, d'Amy Winehouse
3. Know You Now, d'Amy Winehouse
4. Leader of the Pack, de The Shangri-Las
5. All of Me, de Billie Holiday
6. Back to Black, d'Amy Winehouse
7. Les fleurs, de Minnie Riperton
8. Mad About the Boy, de Dinah Washington
9. Love Is a Losing Game, d'Amy Winehouse
10. Embraceable You (avec Clifford Brown), Sarah Vaughan
11. Tears Dry on Their Own, d'Amy Winehouse
12. Song for Amy, de Nick Cave et Warren Ellis

Version étendue, avec 26 titres
1. Straight No Chaser (remasterisée 2013), de Thelonious Monk
2. What Is It About Men, d'Amy Winehouse
3. Stronger Than Me, d'Amy Winehouse
4. I Heard Love is Blind, d'Amy Winehouse
5. Ghost Town, de The Specials
6. Know You Now, d'Amy Winehouse
7. I’m on the Outside (Looking In), de Little Anthony and the Imperials
8. Leader of the Pack, de The Shangri-Las
9. All of Me, de Billie Holiday
10. Dressed in Black, de The Shangri-Las
11. I Love You More Than You’ll Ever Know, de Donny Hathaway
12. Don't Look Back Into The Sun, de The Libertines
13. F**k Me Pumps, d'Amy Winehouse
14. Body and Soul, de Tony Bennett
15. Back to Black, d'Amy Winehouse
16. Valerie (Live at BBC Radio 1 Live Lounge, London / 2007), d'Amy Winehouse
17. Les fleurs, de Minnie Riperton
18. That’s Life, de Willie Nelson
19. Mad About the Boy, de Dinah Washington
20. (There Is) No Greater Love, d'Amy Winehouse
21. Me & Mr Jones, d'Amy Winehouse
22. Love Is a Losing Game, d'Amy Winehouse
23. Rehab, d'Amy Winehouse
24. Embraceable You (avec Clifford Brown), de Sarah Vaughan
25. Tears Dry on Their Own, d'Amy Winehouse
26. Song for Amy, de Nick Cave et Warren Ellis

## Accueil

### Sortie
Le film est distribué par Focus Features aux États-Unis, tandis que Studiocanal UK assure la distribution au Royaume-Uni.

### Box-office
| Pays ou région | Box-office        | Date d'arrêt du box-office | Nombre de semaines |
| -------------- | ----------------- | -------------------------- | ------------------ |
| États-Unis     | 6 157 705 $       |                            | 4                  |
| France         | 1 089 464 entrées | en cours                   | 8                  |
| Allemagne      | 572 351 entrées   | en cours                   | 8                  |
| Italie         | 278 087 entrées   | en cours                   | 3                  |
| Total mondial  | 50 386 875 USD    | en cours                   | 10                 |

Le film s’empare de la première place du classement du box-office anglais durant ces deux premières semaines, un record pour le distributeur Studiocanal UK.
Le long-métrage confirme cette tendance en s’emparant du podium dans d’autres pays d’Europe comme l’Italie avec plus de 100 000 entrées lors de sa première semaine, le Portugal et en arrivant deuxième en Allemagne avec 250 000 entrées cumulé en deux semaines.
En France, le film confirme cette tendance de petit leader en étant en tête des démarrages de la semaine avec 49 210 entrées.